# Pedras Grandes
Pedras Grandes är en kommun i Brasilien.   Den ligger i delstaten Santa Catarina, i den södra delen av landet, 1 400 km söder om huvudstaden Brasília. Antalet invånare är 4 107.
I omgivningarna runt Pedras Grandes växer i huvudsak städsegrön lövskog. Runt Pedras Grandes är det ganska glesbefolkat, med 43 invånare per kvadratkilometer.